# Gynoplistia (Gynoplistia) nicholsoni
Gynoplistia (Gynoplistia) nicholsoni is een tweevleugelige uit de familie steltmuggen (Limoniidae). De soort komt voor in het Australaziatisch gebied.